# Luz Adriana Camargo
Luz Adriana Camargo Garzón (Bogotá, 1965) es una abogada colombiana especialista en derecho penal y criminología. 
Desde el 22 de marzo de 2024 es la Fiscal General de la Nación.

## Biografía
Luz Adriana Camargo nació en Bogotá en el año 1965. Estudió su bachillerato en el colegio María Mazzarello de donde se graduó en 1981. En 1982 ingresó a la Universidad de la Sabana a estudiar Derecho, graduándose en 1986. Cursó una especialización en Derecho Penal y Criminología en la Universidad Libre de Colombia finalizada en el año 1990.
Inició su trayectoria jurídica en 1988 como juez de instrucción criminal. Entre 1991 y 1992 fue abogada de la Dirección Seccional de Instrucción Criminal de Bogotá, y ejerció como abogada litigante de 1989 a 1991.
Entre 1996 y 2003 laboró en la Fiscalía General de la Nación donde fue fiscal auxiliar ante la Corte Suprema de Justicia, y de 2003 a 2004 fiscal delegada ante la misma corte.
De 2005 a 2014 estuvo vinculada laboralmente a la Sala de Casación Penal de la Corte Suprema de Justicia donde fue magistrada auxiliar. Allí jugó un papel clave en la investigación del escándalo de la parapolítica, destacando la conexión entre sectores políticos y las Autodefensas Unidas de Colombia.
Entre 2014 y 2017 fue jefa de investigación y litigio de la Comisión Internacional contra la Impunidad en Guatemala de la Organización de las Naciones Unidas donde trabajó de la mano de Iván Velásquez Gómez quien era el jefe de la comisión y a quien había conocido en su trabajo de magistrada auxiliar.
En 2018, Camargo asesoró a la Comisión Interamericana de Derechos Humanos (CIDH) en el seguimiento de investigaciones penales en Ecuador relacionadas con el secuestro de tres periodistas del diario El Comercio. Igualmente fue consultora de varias organizaciones de defensa de los Derechos Humanos y perita en litigios internacionales.

## Fiscal General de Colombia

### Proceso de elección
Camargo fue electa por la Corte Suprema de Justicia el 12 de marzo de 2024 tras un largo proceso que causó algunas controversias. 
Inicialmente el presidente Gustavo Petro envió una terna de mujeres para la elección de la nueva fiscal el 2 de agosto de 2023, la terna sorprendió pues ninguna de ellas era conocida personal del presidente a diferencia de las pasadas ternas que usualmente eran conformadas por funcionarios o asesores cercanos al mandatario de turno, además de estar conformada por primera vez solo por mujeres, hasta el punto que el magistrado Gerardo Botero intentó revocarla alegando discriminación hacia el hombre, posición que causó rechazos y burlas. En dicha terna no se encontraba Camargo, en su lugar estaba la abogada Luz Amparo Cerón, además de Amelia Pérez Parra y Ángela María Buitrago.
El 26 de septiembre de 2023, tras la publicación de reportes noticiosos de la Revista Cambio, y de los periodistas María Jimena Duzán, y Daniel Coronell sobre las dudas del desempeño de Cerón como fiscal investigadora del Caso Odebrecht en Colombia y su cercanía con el controvertido exfiscal Néstor Humberto Martínez quien está involucrado en dicho proceso, el presidente Petro decidió retirarla de la terna e incluir a Camargo.
En enero y febrero de 2024 la corte se dispuso a votar por la sucesora del fiscal Francisco Barbosa quien terminaba su periodo, pero la corte no logró consenso y la fiscalía pasó a manos de la vicefiscal Martha Mancera quien había sido denunciada por varios medios como la Revista Raya, Cambio, y Daniel Coronell por supuesta cercanía con bandas criminales del narcotráfico.
La tardanza en la decisión de la corte causó varias críticas puesto que la terna había sido enviada con mayor anticipación que otras ocasiones y el voto en blanco se imponía. Igualmente hubo una movilización ciudadana el 8 de febrero de 2024 que protestó frente a la Corte Suprema durante el proceso de elección lo que causó bloqueos a las entradas del Palacio de Justicia, esto ocasionó críticas a Petro quien había mostrado su respaldo a las marchas.
Tras las primeras votaciones se perfilaba como favorita la jurista Amelia Pérez Parra, algunos medio vaticinaban que muy seguramente sería electa, sin embargo periodistas críticos del gobierno y miembros de la oposición publicaron varios mensajes de la red social X donde el esposo de Pérez, Gregorio Oviedo, había escrito mensajes con fuertes señalamientos contra varios medios de comunicación y miembros de la oposición, lo que causó que Pérez perdiera el respaldo y Camargo se perfilara como la favorita. El 12 de marzo de 2024, día de la votación final donde sería electa Camargo, Pérez sorprendió apareciendose ante la Corte Suprema de Justicia radicando su renuncia a la terna alegando falta de garantías y posteriormente desplazandose a la casa presidencial para dejar una copia de la misma. Horas más tarde la corte eligió a Camargo con 18 votos de 23 posibles. Para dicha decisión la corte no tuvo en cuenta la renuncia de Pérez por considerar que no tenía competencia para decidir sobre una renuncia presentada ante la corte puesto que la renuncia debía ser presentada ante el nominador, en este caso el presidente de la república.

### Gestión
Camargo juramentó el cargo ante el presidente Gustavo Petro el 22 de marzo de 2024.